# Lodovico Nabruzzi
Lodovico Nabruzzi (Ravenna, 27 giugno 1846 – Ravenna, 12 febbraio 1916) è stato un anarchico e giornalista italiano.

## Biografia

### Nei primi anni
Lodovico Nabruzzi nacque a Ravenna il 27 giugno 1846, figlio di Ettore Nabruzzi e Clotilde Rossi, presso una famiglia della classe media. Prese il nome di suo nonno, che era stato un ingegnere e architetto comunale. Alla sua famiglia apparteneva un vescovo del 18 ° secolo del Molise, Antonio Lucci. Si laureò al liceo comunale nel 1866 e alla fine di quell'anno superò l'esame di ammissione per iscriversi all'Università di Bologna per studiare giurisprudenza.

### Attivismo (1867-1873)
Nel 1867 Nabruzzi divenne segretario del Consiglio direttivo dell'Unione Democratica Repubblicana di Ravenna.
Dal 1868 al 1870 lavorò presso "Il Romagnolo", giornale di questa organizzazione, studiando anche all'università e ottenendo risultati eccellenti.
Tuttavia, non si è laureato, forse per motivi politici. Il giornale si sciolse quando Nabruzzi e altri membri della redazione difesero la Comune di Parigi.
Riprese la pubblicazione nel giugno 1871 e Nabruzzi ne fu responsabile. Il giornale era ora orientato agli ideali della Comune. I redattori si definirono "comunisti e internazionalisti" e respinsero l'autorità di Giuseppe Mazzini.
Come socialista, Nabruzzi ora è impegnato in dispute spesso violente con i seguaci di Mazzini.
Garibaldi era ancora rispettato dai socialisti in Italia, ma solo in Romagna la sua autorevolezza era considerata essenziale per una repubblica popolare.
Inizialmente Lodovico Nabruzzi ha condiviso questa opinione con Celso Ceretti e Paride Suzzara Verdi.
Verso la fine del 1871 Nabruzzi scrisse a Friedrich Engels, dicendo che le condizioni erano mature per la rivoluzione, in particolare nella Romagna. 
Tuttavia, Nabruzzi divenne un seguace di Mikhail Bakunin, che nel gennaio 1872 gli scrisse che la Romagna, con i suoi contadini senza terra, era il luogo ideale per una rivolta anarchica.
Con il sostegno di Bakunin, Nabruzzi, Ceretti, Andrea Costa e altri organizzarono una conferenza a Bologna il 17 marzo 1872 in cui erano rappresentate la maggior parte delle sezioni internazionaliste di Romagna.
Il congresso respinse la mozione di Mazzini che avrebbe voluto realizzare una riforma sociale attraverso la creazione di una repubblica, e si espresse contro la partecipazione alle elezioni, adeguandosi alla posizione di Bakunin.
Nel giugno 1872 Nabruzzi andò a Locarno per incontrare Bakunin. Una conferenza di tutte le sezioni italiane della Associazione Internazionale dei Lavoratori (IWA - chiamata anche la Prima Internazionale) si tenne a Rimini dal 4 al 6 agosto 1872. Nabruzzi fu eletto vicepresidente del Congresso.
Nel settembre 1872 incontrò di nuovo Bakunin a Zurigo, dove aderì all'Associazione internazionale dei socialisti rivoluzionari.
Ha partecipato al Congresso Internazionale di Saint-Imier in cui gli anarchici si sono scissi da Karl Marx e dal Consiglio Generale di Londra. Si trasferì a Bologna nell'autunno del 1872. Nel marzo 1873 ci fu un'ondata di arresti quando i delegati arrivarono per una conferenza a Mirandola, ma riuscì a sfuggire all'arresto.

### Esilio
Nel settembre e nell'ottobre 1873 Nabruzzi si rifugiò a Locarno con sua madre e una ragazza che Bakunin definì "molto difficile da classificare", probabilmente la domestica della famiglia.
Il clima a Bologna era sempre più difficile, con molti internazionalisti incarcerati, incluso il fratello di Nabruzzi.
Nabruzzi si trasferì a Lugano dove trovò lavoro come impiegato in un'agenzia commerciale, poi come redattore di "Il Repubblicano".
Con Tito Zanardelli è stato uno dei principali editori dell '"Agitatore".
Incoraggiati da Benoît Malon, Zanardelli e Nabruzzi pubblicarono il loro  Almanacco del proletario per l'anno 1876  in cui criticavano i tentativi insurrezionali di Bologna (1874).
Nel 1875, lui e Tito Zanardelli pubblicarono una guida alle tre capitali del Canton Ticino. A lui si unì suo fratello, che trovò lavoro all'Hôtel du Parc, dove Joseph Favre era lo chef. In seguito si allontana da Bakunin e Carlo Cafiero. Nel novembre 1875 Nabruzzi, Zanardelli e Favre, insieme a Benoît Malon, fondarono la sezione internazionalista del Lago di Lugano. Rifiutano l'insurrezione a favore di soluzioni riformiste e sostengono i sindacati.
Quando un governo conservatore si insediò nel Ticino tra la fine del 1876 e l'inizio del 1877, Nabruzzi e suo fratello furono licenziati dalla redazione de "Il Repubblicano".
Nel 1877 Nabruzzi andò in Francia, dove lui e Zanardelli trovarono lavoro in una tintoria.
L'anno successivo fu arrestato insieme a Andrea Costa e Anna Kuliscioff in seguito ad una manifestazione per commemorare la comune di Parigi, per cui fu espulso dal paese.
Si trasferì a Ginevra, quindi tornò segretamente a Parigi. Nel dicembre 1880 partecipò al Congresso di Chiasso con un manifesto scritto da Zanardelli e suggerito da Amilcare Cipriani in cui tornarono alla loro precedente posizione di promozione dell'insurrezione in Italia.
Nabruzzi fu nuovamente arrestato a Parigi e nell'aprile del 1881 andò a Ginevra e poi in Italia.

### Ultimi anni
A Ravenna Nabruzzi dove ha lavorato come scrittore e talvolta come impiegato comunale, si inserì subito negli ambienti anarchici.
Nel 1886 le autorità si rifiutarono di concedergli il permesso di organizzare una manifestazione a sostegno di Cipriani.
Nel 1887 firmò un manifesto a favore dell'azione rivoluzionaria. Nel 1891 prese parte attivamente al congresso di Capolago.
Ha continuato ad essere attivo in occasione di riunioni e conferenze, distribuendo opuscoli e giornali e, a volte, mettendosi nei guai con la legge.
Ha sposato Amalia Frignani, molti anni più giovane di lui, ed hanno avuto quattro figli.
Dopo la morte di suo zio Francesco, nel 1886 dovette essere processato per aver minacciato l'esecutore di suo zio e averlo accusato di frode.
Il tribunale ha riconosciuto che Nabruzzi non era solo afflitto da difficoltà finanziarie, ma da un disturbo che lo rendeva impressionabile ed incline a fare cose strane.
Nel 1908, separato dalla moglie, ottenne un passaporto per l'America e si trasferì a Genova, dove è stato ricoverato in ospedale.
Fu dimesso alla fine del 1912 e tornò a Ravenna, dove prese una stanza in una locanda.
Lodovico Nabruzzi morì a Ravenna nell'ospedale pubblico il 12 febbraio 1916 all'età di 69 anni.